# بخش ماریون (شهرستان آلن، اوهایو)
بخش ماریون (به انگلیسی: Marion Township) یک منطقهٔ مسکونی در ایالات متحده آمریکا است که در شهرستان آلن، اوهایو واقع شده‌است.
 بخش ماریون ۱۱۰٫۲ کیلومتر مربع مساحت و ۶٬۷۱۵ نفر جمعیت دارد و ۲۳۸ متر بالاتر از سطح دریا واقع شده‌است.